# 譜久山當則
譜久山 當則（ふくやま まさのり、1950年（昭和25年）11月8日 - ）は、日本の特殊法人役員。沖縄振興開発金融公庫理事長を務めた。

## 人物・経歴
沖縄県出身。琉球政府立那覇高等学校を経て、1973年埼玉大学経済学部卒業、沖縄振興開発金融公庫入庫。2003年融資第一部長。2007年理事に昇格。2009年副理事長。2012年から理事長を務め、日本貿易振興機構との業務提携を行うなどした。2016年退任。2018年6月より株式会社琉球銀行社外取締役。